# Тензионно главоболие
Тензионното главоболие, още известно като породено от напрежение главоболие, е сред най-често срещания тип главоболия. Болката може да започва от долната част на гърба, задната част на главата, врата, очите или други мускулни групи в тялото, типично засягащи двете страни на главата. Тензионното главоболие е причина за близо 90% от главоболията.
Трицикличните антидепресанти могат да бъдат полезни за превенция. Ибупрофенът е ефективен за лечението на тензионно главоболие.
Тензионното главоболие засяга около 1,89 милиарда души и е по-често срещано при жените, отколкото при мъжете (съответно 30,8% и 21,4%).

## Симптоми
Болката, причинена от тензионно главоболие, често се описва като константно напрежение подобно на притискане на главата в менгеме. Болката често се усеща в двете страни на главата. Тензионного главоболие обикновено е слабо до умерено, но може да бъде и силно.

### Честота и продължителност
Тензионното главоболие може да е епизодично или хронично. Като епизодично тензионно главоболие се определя такова, което се появява за по-малко от 15 дни в месеца, докато като хронично тензионно главоболие се определя такова, което се случва през 15 или повече дни в месеца за последните 6 месеца. Тензионното главоболие може да трае от минути до дни, месеци или дори години, но типичното тензионно главоболие трае между 4 и 6 часа.

## Причинители
Различни фактори може да са причина за тензионното главоболие, като това може да са измежду:
- Стрес: обикновено породеното от стрес тензионно главоболие се появява следобед след дълги стресиращи часове работа или след изпит;
- Липса на сън;
- Неудобна или лоша поза на тялото;
- Нерегулирано време за хранене (глад);
- Напрежение в очите.

Половината от пациентите с тензионно главоболие определят стреса или глада като причинители на тензионното си главоболие.
Тензионното главоболие може да бъде причинено от мускулно напрежение в областта на главата и врата. Една от теориите твърди, че основните причинители на тензионното главоболие и мигрените е стискането на зъби, което води до хронични контракции на темпоралния мускул.
Друга теория твърди, че болката може да е причинена от проблеми в работата на рецепторите за болка, намиращи се в продълговатия мозък. Теорията е, че мозъкът не интерпретира правилно информацията – примерно от продълговатия мозък или други мускули – и интерпретира част от сигналите като болка, без те наистина да са такива. Един от основните невротрансмитери, които са въвлечени, е серотонинът. Свидетелства за тази теория идват от факта, че хроничното тензионно главоболие може успешно да се лекува с определен вид антидепресанти, като амитриптилин. Въпреки това аналгетичния ефект на амитриптилина в хроничното тензионно главоболие не е само от серотонина и е вероятно в това да са включени и други механизми. Последни изследвания на механизма на азотния оксид (АО) предполагат, че АО може да играе ключова роля в патологията на хроничното тензионно главоболие. Получаването на болката може да е причинено или се асоциира с активирането на азотен оксид-синтаза (АОС) и генерирането на азотния оксид. Пациенти с хронично тензионно главоболие имат увеличена чувствителност към болка в мускулите и кожата, демонстрират нисък праг на механична, термална и електрическа болка. Свръхчувствителността на централните неврони, отговорни за болка (в trigeminal spinal nucleus, таламуса и церебралния кортекс) се смята, че са въвлечени в патофизиологията на хроничното тензионно главоболие.
Скорошни свидетелства за общо увеличение на усещането за болка (хипералгезия) в хроничното тензионно главоболие предполагат, че обработването на сигналите за болка в централната нервна система е анормалното в заболяването. Още повече, дисфункцията на системата, обработваща болка, може да играе роля в патопсихологията на клиничното тензионно главоболие.

## Превенция
Трицикличните антидепресанти са доказани като по-ефективни от SRRI (Selective serotonin reuptake inhibitor), но имат повече странични ефекти. Свидетелства за използването на SRRI, пропанол и мускулни релаксанти за превенцията на тензионни главоболия са недостатъчни.
Първолинейното третиране на хроничното тензионно главоболие е с амитриптилин, като други възможности са миртазапин и венлафиксин. Техники за (биообратна връзка?? / biofeedack) също може да са от помощ.

## Лечение
За лечение на тензионно главоболие се препоръчва пиене на вода, за да се предотврати дехидратация. Ако симптомите не изчезнат до час след приема на вода, намаляване на стреса може да реши проблема.

### Медикаменти
Епизодичното тензионно главоболие най-общо реагира добре на аналгетици като ибупрофен, парацетамол/ацетаминофрен и аспирин. Аналгетик/седативни комбинации са широко използвани (примерно аналгетик/антихистаминови комбинации като Синдол, Мерсиндол и Перкогезик, аналгетик/барбитуратни комбинации като Флоринал). Честото използване на аналгетици може и доведе до главоболие от прекалено използване на медикаменти.
Ботулинумин токсинното лечение е изпитано при някои хора с тензионно главоболие, но няма данни да помага.

### Акупунктура
Въпреки че доказателствата са слаби, се смята, че акупунктурата може да е успешна при хора с често или хронично тензионно главоболие.

## Епидемиология
Тензионното главоболие засяга около 1,89 милиарда души и е по-често срещано при жените, отколкото при мъжете (съответно 30,8% и 21,4%). Въпреки неговите доброкачествени характеристики, тензионното главоболие, особено в хронична форма, може да донесе значителни несгоди на пациентите и като цяло да е в тежест на обществото.

## Диагностициране
Тензионното главоболие, което не е симптом на друго заболяване, може да е болезнено, но не носи по-големи вреди. Обикновено се получава облекчение след лечение. Тензионното главоболие, което се случва като симптом на друго заболяване, обикновено се появява като странична реакция при лекуването на основните симптоми. Честото използване на медикаменти за облекчение на болката при пациенти с тензионно главоболие може да доведе до главоболие, породено от прекомерно използване на медикаменти.